# Alles halb so schlimm
Lily Bretts autobiographischer Roman Alles halb so schlimm (Originaltitel: Things could be worse) erzählt die Geschichte einer Familie polnischer Juden nach ihrer Emigration nach Melbourne. Die Autorin war 1946 in einem Lager in Deutschland geboren worden, wuchs in Melbourne auf und lebt nun als freie Schriftstellerin mit ihrem Ehemann, dem Maler David Rankin, in New York.

## Abstrakt
Der Roman handelt von der Geschichte der Familie Bensky und ihrer Kinder. Das Ehepaar Josl und Renia Bensky emigrierte nach dem Zweiten Weltkrieg nach Melbourne, wo sie mit einer kleinen Gruppe jüdischer Freunde die verschiedensten Probleme, die nach der physischen Emigration folgen, zu lösen suchen. Lily Brett schildert anhand der Geschichte ihrer eigenen Familie ein Schicksal, das 1938 und nach dem Zweiten Weltkrieg viele jüdische Familien erlitten.

## Zusammenfassung
Josl und Renia Bensky wachsen in Łódź, Polen auf. Kurz nach ihrer Heirat müssen sie in ein jüdisches Ghetto ziehen, und schließlich werden die beiden in das Konzentrationslager Auschwitz deportiert, wo sie eineinhalb Jahre, voneinander getrennt, den Terror der Nazis über sich ergehen lassen müssen. Nach dem Krieg finden sie sich wieder, und 1946 kommt ihre Tochter Lola in einem Lager für Displaced Persons auf die Welt. Die Familie emigriert 1948 nach Melbourne, wo sie sich mühsam wieder eine Existenz aufbauen. Sie finden eine Gruppe von jüdischen Freunden, mit denen sie viel unternehmen und die, da sie Ähnliches erlebt haben wie sie, sie verstehen und ihnen die Gewöhnung an eine fremde Stadt und Kultur erleichtern.
Lola hat ein nicht lösbares Gewichtsproblem, etwas, an dem Renia ständig Anstoß nimmt. Lola versucht es mit allen möglichen Diäten, Kuren und schließlich Analysen. Sie bricht ihre Schulausbildung ab, hat bei ihren Eltern unbeliebte Freunde und arbeitet mit 19 für eine erfolgreiche Rockzeitschrift als Journalistin. Das von ihren Eltern erlebte Grauen belastet Lola, ohne dass sie je viel von ihren Eltern darüber erfährt. Beide haben Schwierigkeiten, das Erlebte zu vergessen oder zu verarbeiten, und auch Lola schafft es nicht ohne Mühen, mit ihrer Familie klarzukommen und ihren eigenen Weg zu finden.

## Charaktere
- Renia Bensky – eine polnische Jüdin und Auschwitz-Überlebende
- Josl Bensky – ihr Ehemann
- Lola Bensky – ihre Tochter; Protagonistin
- Garth – ihr Ehemann
- Ehepaar Ganz – Freunde der Benskys
- Ehepaar Small – Freunde der Benskys
- Ehepaar Pekelman – Freunde der Benskys
- Ehepaar Berman – Freunde der Benskys